# Andrzej Żuławski
Andrzej Żuławski (22. listopadu 1940 Lvov – 17. února 2016 Varšava) byl polský filmový režisér a scenárista narozený na území dnešní Ukrajiny a tvořící především ve Francii. Jeho tvorba bývá řazena k artové kinematografii či postmoderně, někdy i k surrealismu. Proslul specifickým, melodramaticky přemrštěným vedením herců a složitými, křiklavě vyhrocenými podobenstvími, v nichž se nevyhýbal brutálním a sexuálně explicitním scénám a fantaskním motivům.

## Životopis
Krátce po narození se s otcem Miroslawem přestěhoval do Prahy. Později odešli do Polska. V 50. letech odjel do Francie, kde studoval filozofii na Sorbonně a film na Institut des hautes études cinématographiques (absolvoval roku 1965). Začínal jako asistent Andrzeje Wajdy. Psal v té době též recenze do časopisů Film a Kino. Do polské kinematografie samostatně vstoupil roku 1971 válečným psychologickým dramatem Třetí část noci, který vznikl podle románu jeho otce. Rok poté měl jít do kin jeho druhý film Ďábel. Byl však zakázán. Poté Żuławski odešel do Francie. Jeho první francouzský snímek byl z roku 1975 a jmenoval se Důležité je milovat. Hlavní roli ztvárnila Romy Schneiderová, která za výkon v tomto filmu obdržela ocenění César. Poté se Żuławski opět vrátil do Polska, kde začal připravovat nákladný sci-fi film Na srebrnym globie. Po dvou letech však bylo natáčení z příkazu polského ministra kultury přerušeno a film byl jako torzo uvolněn k distribuci až o dvanáct let později. Šanci Żuławski tvořit dala poté opět Francie. V roce 1981 natočil jedno ze svých nejproslulejších děl, metafyzický horor Posedlost. Za výkon v hlavní roli tohoto filmu získala francouzská herečka Isabelle Adjani opět Césara, a zároveň cenu za nejlepší ženský herecký výkon na festivalu v Cannes. Tři roky poté natočil Żuławski eroticky odvážné drama La Femme publique, v němž osobitým způsobem adaptoval Dostojevského román Běsi. Mezi další pozoruhodná Żuławského díla patří podobenství Šamanka z roku 1996, natočené již opět ve svobodném Polsku. Po roce 2000 se Żuławski jako filmař odmlčel a na svou tvorbu navázal až těsně před smrtí snímkem Cosmos z roku 2015, podle románu Witolda Gombrowicze. Za něj získal cenu za nejlepší režii na festivalu v Locarnu.
Żuławski byl dvakrát ženat, na začátku jeho kariéry žil s významnou polskou herečkou Malgorzatou Braunek, která hrála hlavní ženské role v prvních dvou jeho celovečerních filmech. Měl s ní syna Xaveryho, dnes také filmového režiséra. V 80. letech se Żuławského partnerkou stala herečka Sophie Marceau, v roce 1995 se jim narodil syn Vincent. Marceauová hrála rovněž v některých Żuławského snímcích, například ve filmu Šílená láska.